# Good Good
„Good Good” este un cântec al interpretei americane Ashanti. Acesta a fost compus de către Jermaine Dupri și a fost inclus pe cel de-al patrulea material discografic de studio al artistei, The Delcaration. „Good Good” a fost lansat ca cel de-al treilea disc single al albumului în Statele Unite ale Americii pe data de 15 iulie 2008.
Piesa a beneficiat de un videoclip regizat de Melina Matsoukas și de o campanie de promovare, însă nu a reușit să intre în Billboard Hot 100. Cu toate acestea, „Good Good”, s-a poziționat în top 40 în Billboard Hot R&B/Hip-Hop Songs și s-a tonurile de apel realizate cu acest cântec s-au compercializat în peste 1,2 milioane de exemplare.

## Informații generale
„Good Good” a fost lansat ca cel de-al treilea single al materialului The Declaration în vara anului 2008. Videoclipul a fost regizat de Melina Matsoukas, având premiera pe data de 17 iulie 2008 pe Yahoo! Music. În clip apare și interpretul de muzică rap Nelly.
Discul a activat în clasamentul Billboard Hot R&B/Hip-Hop Songs, unde a obținut locul 30. De asemenea, „Good Good”, a intrat în top 40 în alte trei clasamente Billboard.

Piesa a primit recenzii favorabile din partea  Billboard, On The Flix, The Armored Stereo, The Boston Globe sau This is Music, însă, Blogcritics.org și Urban Review au criticat compoziția, primul site susținând faptul că „«Good Good» este interpretat de o Ashanti ce sună plictisită”.

## Clasamente
| Clasament                         | Poziția maximă | Referință |
| --------------------------------- | -------------- | --------- |
| Billboard Hot R&B/Hip-Hop Songs   | 30             | [ 4 ]     |
| Billboard Hot R&B/Hip-Hop Airplay | 30             | [ 5 ]     |
| Billboard Mainstream R&B/Hip-Hop  | 39             | [ 6 ]     |
| Billboard Hot RingMasters         | 33             | [ 7 ]     |